# Bernovský klen

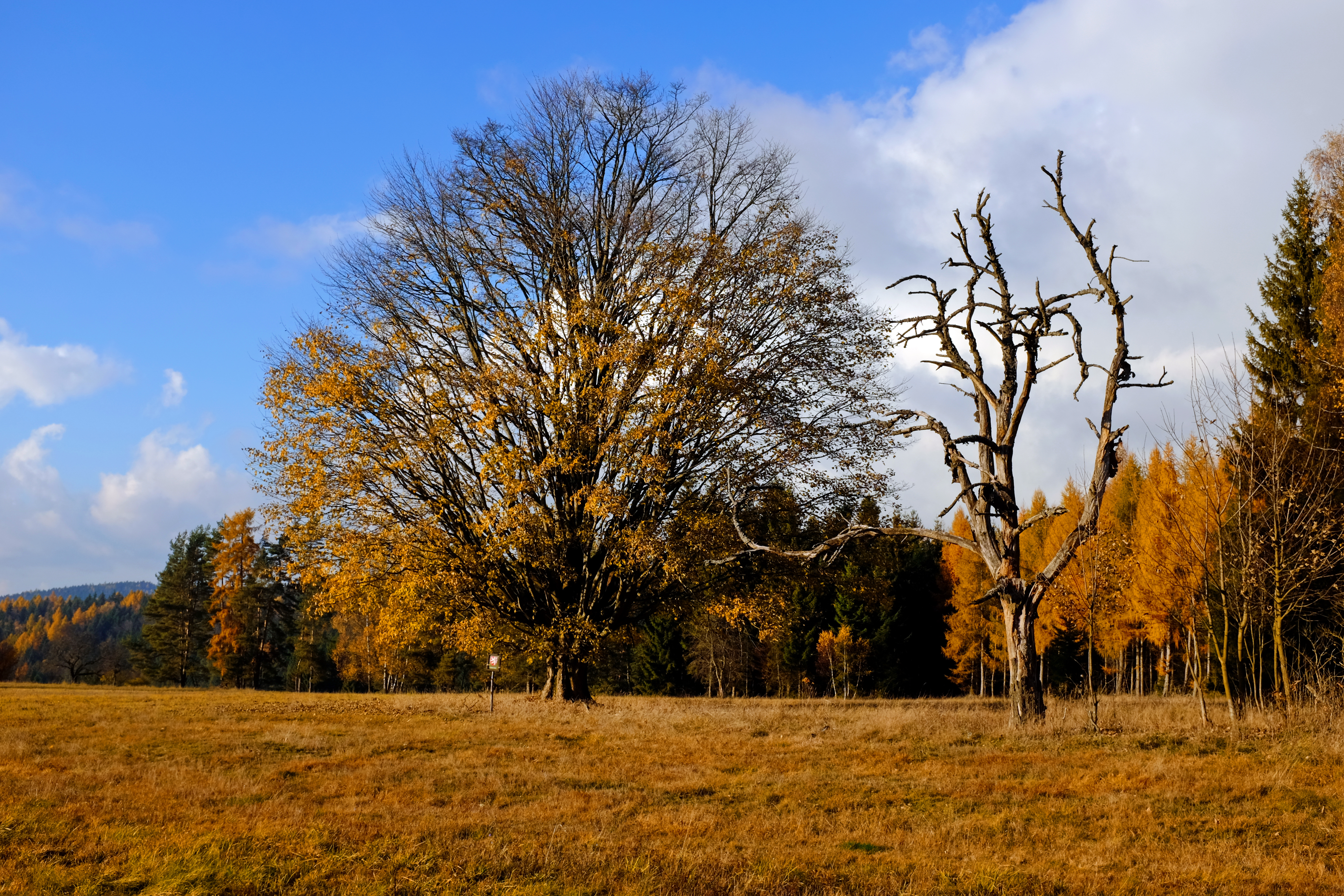
V listopadu 2019

Bernovský klen je památný strom, nízký solitérní javor klen (Acer pseudoplatanus). Roste ve východní části luční enklávy s roztroušenými chalupami v Bernově, místní části obce Krajkové v okrese Sokolov v Karlovarském kraji. Spodní část kmene je rozbrázděna, nízko nad zemí se z kmene rozbíhají větve husté a široké koruny. Koruna připomíná pyramidální dub. Klen je chráněn právě pro tento neobvyklý vzhled. Obvod kmene měří 385 cm, hustě zavětvená koruna stromu dosahuje výšky 21 m (měření 2013). Za památný byl strom vyhlášen v roce 2015 jako strom s významným vzrůstem.

## Stromy v okolí
- Buky u černé kapličky
- Obecní lípa v Krajkové
- Klen u Krajkové
- Kaštan v Markvarci